# جمهوری موزفروش

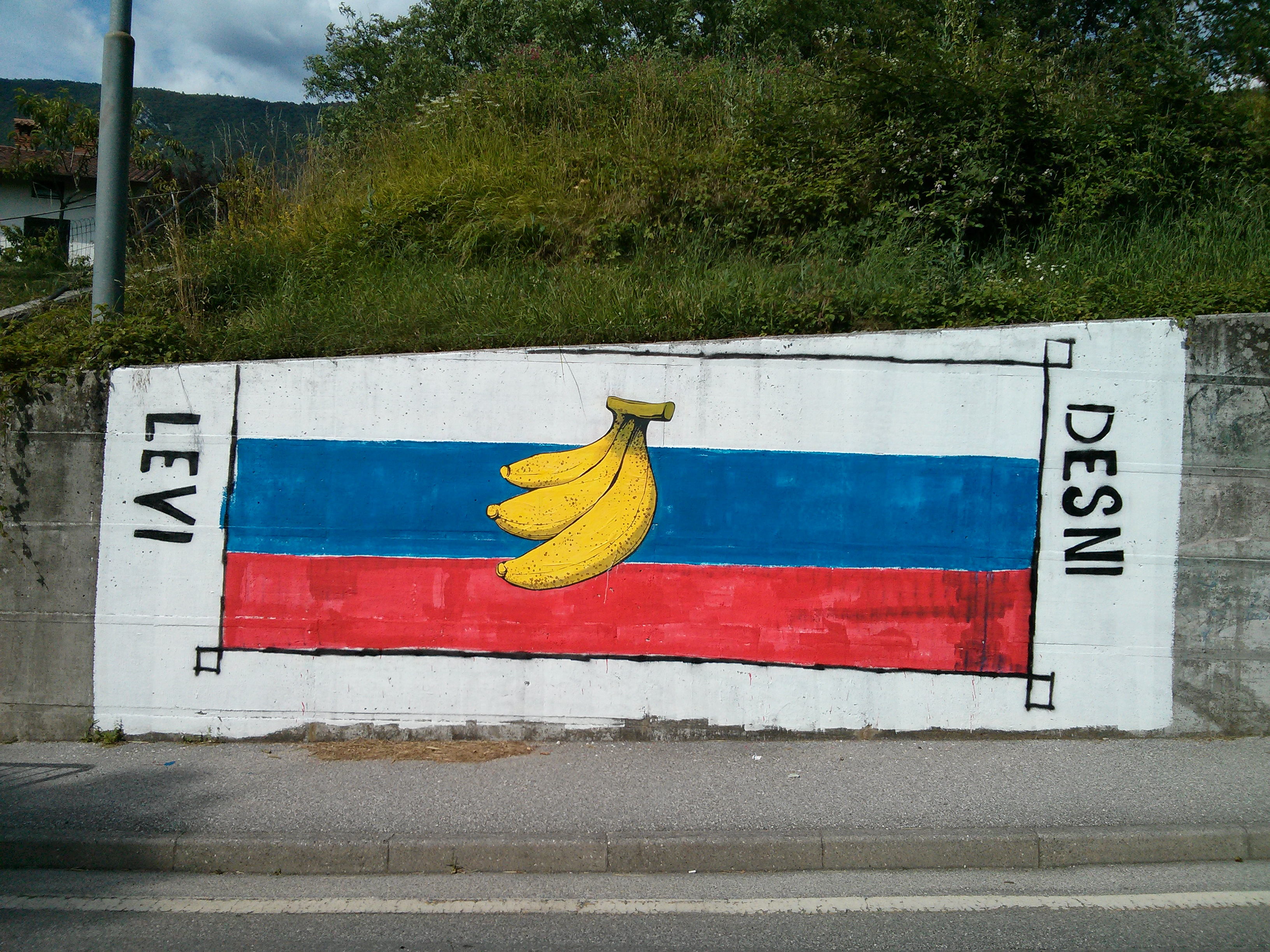
گرافیتی در اسلوونی با کنایه‌ای به جمهوری موزفروش.

جمهوری موزفروش (به انگلیسی: banana republic)، در واژگان سیاسی نوین، اصطلاحی است که برای کشورهایی تک‌ محصولی و ضعیف مثل سومالی که از نظر سیاسی ناپایدار هستند و اقتصاد آنها وابسته صادرات یک محصول محدود مانند موز و کانی‌ های معدنی است، به‌ کار می‌ رود. این کشورها معمولا توسط گروهی کوچک، فاسد، پول‌دار، خودکامه در قالب الیگارشی یا زرسالاری اداره می‌شوند.
این اصطلاح اولین بار توسط در ۱۹۰۱ توسط نویسندهٔ آمریکایی او هنری برای هندوراس و کشورهای همسایه‌اش که شرکت‌های آمریکایی از منابع طبیعی‌شان سوءاستفاده می‌کردند بکار رفت.
به‌طور معمول یک جمهوری موزفروش دارای جامعه‌ای از طبقات اجتماعی شدیداً جداشده است و یک طبقه کارگر بزرگ فقیر و یک طبقه ثروتمندان حاکم، متشکل از نخبگان تجاری، سیاسی و نظامی اجزای آن را شکل داده‌اند.